# محطمة الأغلال
محطمة الأغلال (بالإنجليزية: Breaker of Chains)‏ هي الحلقة الثالثة من الموسم الرابع من المسلسل الفانتازي صراع العروش، والمُقتبس من سلسلة روايات أغنية الجليد والنار للمؤلف جورج ر. ر. مارتن، وهي الحلقة رقم 33 من المسلسل ككل. عُرضت الحلقة لأول مرة في 20 أبريل 2014، على شبكة إتش بي أو المُنتجة للمسلسل، وكانت من كتابة ديفيد بينيوف، ودي. بي. وايس، ومن إخراج أليكس غريفز.

## ملخص الحلقة
يُلقى القَبض على (تيريون) فوراً ويؤخّذ للسِجن بِحُكم أنّه المُشتَبَه به الرئيسيّ في مَقتَلِ (جوفري)، سَيَخلُف (جوفري) في المُلك شَقيقه (تومين) الذي سيتزوّج من (مارغري تيريل)، كما ستُقامُ مَحكَمةٌ ضِد (تيريون)، وقد اختار (تايوين) أن يكونَ (أوبيرين مارتيل) أحد القُضاة في القضيّة؛ في ذاك الوقت، (سانسا) هربت فوراً من العاصِمة حيثُ ساعدها الفارِس السابِق (دونتوس) وأخذها لسفينةٍ راسيةٍ على متنِها على متنها الخنصر (بيتر بايليش) ويقوم بطمأنة (سانسا) ويخبرها بأن الأسوأ فات ثُمّ يقتل (دونتوس) مُباشرةً. (آريا) و(الكلب) يستمرّان في رِحلتهما نحوَ وادي (أرين) ويُقابلان في الطريق مُزارعاً يستضيفُهما في منزله، في اليوم التالي يَقتُل (الكلب) المُزارِع ويسرِق أمواله. وصلت أنباء موت (جوفري) إلى مسامع (ستانِس براثيون) الأمر الذي يقنعه بأن طقوس السِحر التي أقامتها على شرفه (ميليساندري) الموسم الماضي كانت ناجحة بكل المقاييس؛ الآن هوَ يحتاجُ لجيش ليُكمِل معارِكه، فيُرسِل رسالة لبنك (برافوس) ليقرِضوه وليقومَ بشراء جيشٍ جديد. في الشمال يقوم (سام) بإرسال (جيلي) إلى قرية ما؛ هذه القريّة يَهجُم الهَمج عليها ويقتلون جميع السُكّان فتعود (جيلي) بينما يُناقش الحُرّاس مع (جون سنو) الأمر، ويخبرهم أنّ لا مصلحةَ لهم بالهجوم على الهمج بل يجب عليهم أن يبقوا في القلعة استعداداً لِقدومِهم. في القارّة الأخرى، تُفتَح أبواب مدينة «ميرن» أمام (دينريس) بعدَ مَعركة بينَ طرفين.

## الإنتاج
سيناريو الحلقة كان من كتابة ديفيد بينيوف، ودي. بي. وايس، وأُختير أليكس غريفز لإخراجها. كان أنيت هيلميك مديرًا لتصوير الحلقة، وكيتي وايلاند محررًا لها، أما موسيقى الحلقة التصويرية فكانت من تلحين رامين جوادي.

## نسب المشاهدة
| الموسم | الموسم | رقم الحلقة | رقم الحلقة | رقم الحلقة | رقم الحلقة | رقم الحلقة | رقم الحلقة | رقم الحلقة | رقم الحلقة | رقم الحلقة | رقم الحلقة | المتوسط |
| الموسم | الموسم | 1          | 2          | 3          | 4          | 5          | 6          | 7          | 8          | 9          | 10         | المتوسط |
| ------ | ------ | ---------- | ---------- | ---------- | ---------- | ---------- | ---------- | ---------- | ---------- | ---------- | ---------- | ------- |
|        | 1      | 2.22       | 2.20       | 2.44       | 2.45       | 2.58       | 2.44       | 2.40       | 2.72       | 2.66       | 3.04       | 2.52    |
|        | 2      | 3.86       | 3.76       | 3.77       | 3.65       | 3.90       | 3.88       | 3.69       | 3.86       | 3.38       | 4.20       | 3.80    |
|        | 3      | 4.37       | 4.27       | 4.72       | 4.87       | 5.35       | 5.50       | 4.84       | 5.13       | 5.22       | 5.39       | 4.97    |
|        | 4      | 6.64       | 6.31       | 6.59       | 6.95       | 7.16       | 6.40       | 7.20       | 7.17       | 6.95       | 7.09       | 6.84    |
|        | 5      | 8.00       | 6.81       | 6.71       | 6.82       | 6.56       | 6.24       | 5.40       | 7.01       | 7.14       | 8.11       | 6.88    |
|        | 6      | 7.94       | 7.29       | 7.28       | 7.82       | 7.89       | 6.71       | 7.80       | 7.60       | 7.66       | 8.89       | 7.69    |
|        | 7      | 10.11      | 9.27       | 9.25       | 10.17      | 10.72      | 10.24      | 12.07      | غ/م        | غ/م        | غ/م        | 10.26   |
|        | 8      | 11.76      | 10.29      | 12.02      | 11.80      | 12.48      | 13.61      | غ/م        | غ/م        | غ/م        | غ/م        | 11.99   |

## وصلات خارجية
- محطمة الأغلال على موقع IMDb (الإنجليزية)
- محطمة الأغلال على موقع ميتاكريتيك (الإنجليزية)
- محطمة الأغلال على موقع روتن توميتوز (الإنجليزية)
- محطمة الأغلال على موقع أول موفي (الإنجليزية)